# Dworyckaja Słabada
Dworyckaja Słabada (pol. Słoboda, Dworycka Słoboda, biał. Дворыцкая Слабада, ros. Дворицкая Слобода) – wieś na Białorusi, w obwodzie mińskim, w rejonie mińskim, w sielsowiecie Szczomyślica. Od wschodu sąsiaduje z Mińskiem.
Obok wsi znajdował się dwór Dworzyszcze (obecnie miejsce, gdzie stał, leży w Mińsku).